# 赵世摸
赵世摸（556年—590年12月1日），名惠，字世摸，以字行，金城郡（今甘肃省兰州市）人，北齐、隋朝官员。

## 生平
北齐天统五年（569年），赵世摸虚龄十四岁时，被举荐为建德郡功曹，此后赵世摸成为营州刺史高宝宁的亲信。开皇二年（582年），高宝宁联合突厥围攻北平郡。开皇三年（583年）四月，隋文帝诏令幽州总管阴云率领八位总管，统帅步兵骑兵数万人从卢龙塞出兵讨伐高宝宁。高宝宁向突厥求援，当时卫王杨爽等隋朝将军几路北伐突厥，突厥无法救援高宝宁。开皇三年四月庚辰（583年5月9日），阴云在黄龙城击败高宝宁，高宝宁放弃黄龙城逃到碛北，赵世摸也跟着逃走，黄龙城周边各县都被隋朝平定。阴云撤军，留开府成备镇守黄龙城。高宝宁又派遣儿子高僧伽率率领轻装骑兵掠夺黄龙城下而后离去，不久就引领契丹、靺鞨的军队来进攻黄龙城，成备苦战几天对方才撤军。阴云认为高宝宁是忧患，于是重金悬赏高宝宁，又派人暗中离间高宝宁的亲信赵世摸、王威等人。一个多月后，赵世摸率领部下一千多人归附隋朝，高宝宁再度逃到突厥，被部下赵修罗杀死。赵世摸获任命为大都督，此后赵世摸经常出任宫廷卫士。开皇八年（588年），赵世摸跟随晋王杨广讨伐南陈，因功加上开府，封乐安县开国伯，食邑七百户。同年，赵世摸继续作为前锋讨伐南陈，奋力作战受伤，撤退到扬州。开皇十年十月廿九日（590年12月1日），赵世摸在扬州去世，虚岁三十五，开皇十一年十一月廿四日（591年12月15日）归葬于雍州大兴县鸿固乡。

## 墓志
2004年4月初，西安市长安区韦曲东洪固原出土《隋赵世摸墓志》，志石现存西安市长安区博物馆。墓志共两石，上为志盖，呈覆斗形，盝顶题“大隋上开府乐安县开国伯赵世摸墓志”十六字，四行，行四字，阳文正书，志盖拓片长44、宽44.5厘米，有方界格，四杀无纹饰。下石刻墓志文，志石拓片长43、宽42厘米，志文廿三行，满行廿五字，正书，有方界格。

## 家庭

### 父亲
- 赵敬，营州长史、昌黎郡建德郡二郡太守[2]

### 子女
- 赵元淑，隋朝柱国、光禄大夫、司农卿、葛国公[2]